# ألفا كوندي
ألفا كوندي (4 مارس 1938 -) هو رئيس غينيا منذ (21 ديسمبر 2010) حتى الانقلاب عليه في 5 سبتمبر 2021، وكان الرئيس الرابع لغينيا منذ استقلالها عن فرنسا سنة 1958 عندما انتخب رئيساً بعد أول انتخابات ديمقراطية تشهدها البلاد في 2010. ثم أُعيد انتخابه في 2015 لفترة رئاسية ثانية. في أكتوبر 2020، فاز كوندي بولايته الثالثة بنسبة 59% من الأصوات وسط توتر حاد واعتراضات على نزاهة الاقتراع وذلك بعد إجراءه تعديلا في الدستور في شهر مارس يسمح له بالترشح لولاية جديدة. وفي سبتمبر 2021، أطاح به قائد القوات الخاصة بالجيش الغيني مامادي دومبويا من رئاسة البلاد عبر إنقلاب عسكري.
أمضى كوندي عقودًا في معارضته لخلافة الأنظمة في غينيا، وخاض انتخابات غير ناجحة ضد الرئيس لانسانا كونتي في الانتخابات الرئاسية لعامي 1993 و1998، وقاد حزب تجمع الشعب الغيني (آر بّي جي)، وهو حزب معارض. عاد مجددًا وشارك في الانتخابات الرئاسية لعام 2010، وانتخب رئيسًا في الجولة الثانية للتصويت. قال بعد انتخابه، إنه سيقوي غينيا كدولة ديمقراطية ويحارب الفساد.
عندما تولى كوندي الرئاسة في ديسمبر 2010، أصبح أول رئيس منتخب بحرية في تاريخ البلاد. أعيد انتخابه ي عام 2015 بنسبة تصويت وصلت إلى 58%، وانتخب مجددًا في عام 2020 بنسبة 59.5%. بعد الاستفتاء الدستوري الذي سمح لكوندي «بإعادة تعيين» حدود ولايته والسعي إلى ولايتين أخريين. كانت تلك الخطوة مثيرة للجدل وأثارت احتجاجات حاشدة قبل وبعد الاستفتاء، والتي تم قمعها بشكل وحشي. ادعى منتقدو كوندي أنه كان هناك تزوير في انتخابات عامي 2015 و2020. خلف كوندي في 30 يناير من عام 2017 التشادي إدريس ديبي رئيسًا للاتحاد الأفريقي. خلفه بعد ذلك الرئيس الرواندي بول كاجام بتاريخ 28 يناير عام 2018. اعتقلت القوات المسلحة الغينية كوندي بتاريخ 5 سبتمبر عام 2021 وأطاحت به.

## بداية حياته
ولد كوندي بتاريخ 4 مارس عام 1938 في بوكي في غينيا الدنيا. كان والداه من بوركينا فاسو.
غادر كوندي إلى فرنسا عندما كان في سن الخامسة عشر. كان ناشطًا في الاتحاد الوطني للتعليم العالي (إس إن إي إس يو بي)، واتحاد الطلاب الغينيين في فرنسا (إيه إي جي إف)، واتحاد الطلاب الأفارقة السود في فرنسا (إف إي إيه إن إف)، ومن خلالها زُعم أنه كان المنسق التنفيذي للمجموعات الوطنية الأفريقية (جي إن) منذ عام 1967 حتى عام 1975، حيث أشرف على نشاطات مجلس إدارة اتحاد الطلاب الأفارقة السود في فرنسا.
ادعى كوندي أنه كتب رسالة ماجستير في العلوم السياسية بعنوان، الحزب الديمقراطي الغيني والشعب الغيني، في عام 1965.

## حياته المهنية السياسية
فاز كوندي بنسبة 18 بالمئة من الأصوات في أول انتخابات رئاسية متعددة الأحزاب في غينيا، والتي أجريت في 19 ديسمبر عام 1993. فاز لانسانا كونتي، الذي شغل منصب الرئيس منذ انقلاب عام 1984، بالانتخابات بنسبة 51.7% من التصويت. زعم أنصار كوندي حدوث تزوير في هذه الانتخابات بعد أن ألغت المحكمة العليا النتائج في محافظتي كانكان وسيغيري، حيث حصل كوندي على أكثر من 60 بالمئة من الأصوات. رد أنصار كوندي على ذلك بالتهديد، وحشو الاقتراع والعنف في محافظتي كانكان وسيغيري مما أدى إلى أن تلغي المحكمة العليا النتائج في تلك المحافظات. في الانتخابات الرئاسية لعام 1998، خاض كوندي الانتخابات وحصل على نسبة 17.6 بالمئة من الأصوات، ليحل بالمركز الثالث بعد كونتي (56.1%) ومامادو بوي با (24.6%). اعتقل كوندي في 16 ديسمبر، بعد يومين من الاقتراع، ووجهت له اتهامات بمحاولة مغادرة البلاد بشكل غير شرعي؛ واتهم أيضًا بمحاولة تجنيد قوات من أجل زعزعة استقرار الحكومة.
تركز الجدل خلال فترة احتجازه على فيما إذا كان بالإمكان أن يمثله محامون أجانب أيضًا إضافة إلى المحامين المحليين، وفيما إذا كان محامو الدفاع قد حصلوا على وصول كامل إليه في السجن. لم تبدأ محاكمة كوندي، التي حدد موعدها في البداية في سبتمبر من عام 1999، حتى أبريل عام 2000. اتهم كوندي، إلى جانب 47 متهمًا آخرون، باستئجار مرتزقة والتخطيط لاغتيال الرئيس كونتي، وإخلال أمن البلاد. بدأ محامو الدفاع بدعوة القاضي للإفراج الفوري عن موكليهم، ثم استقالوا قائلين إنهم لا يمكنهم الدفاع بشكل مناسب في ظل هذه الظروف. تأخرت المحاكمة بسبب ذلك عدة مرات، ورفض كوندي خلال هذا الوقت أن يتحدث في المحكمة، وأنكر المتهمون معه جميع الاتهامات الموجهة إليهم. استمرت المحاكمة أخيرًا في أغسطس، وحكم على كوندي في منتصف شهر سبتمبر بالسجن مدة خمس سنوات.
مع ذلك، أطلق سراح كوندي في مايو من عام 2001، عندما أصدر الرئيس كونتي عفوًا عنه، بشرط منعه من الانخراط في النشاطات السياسية. غادر غينيا إلى فرنسا بعد إطلاق سراحه، وعاد في يوليو عام 2005. بعد عودته، أشارت بعض التقارير إلى أنه كان ينوي تنظيم حزب آر بّي جي للانتخابات المحلية التي أجريت في أواخر العام 2005، لكنه صرح لاحقًا عن نيته في مقاطعتها.
بعد موت كونتي والانقلاب العسكري في 23 ديسمبر من عام 2008، التقى كوندي بموسى داديس كامارا، رئيس المجلس الوطني للديمقراطية والتطوير (سي إن دي دي)، بتاريخ 27 ديسمبر من عام 2008. قال كوندي بعد الاجتماع إن أعضاء المجلس العسكري للمجلس الوطني للديمقراطية والتطوير كانوا «وطنيين». ضغط كوندي على المجلس العسكري لاعتقال خصوم كوندي السياسيين وسجنهم. لاحقًا، عارض كوندي المجلس العسكري بعد فشله في دفع المجلس إلى ترهيب واستبعاد خصومه السياسيين. فضح موسى داديس كامارا علانية طلب كوندي بارتكاب أعمال مناهضة للديمقراطية والدستور نيابة عنه.

## الانقلابات

### انقلاب داديس كمارا
بعد وفاة الرئيس السابق لانسانا كونتي في (ديسمبر 2008) بعد 24 سنة في الحكم، قام الكابتن كمارا بالاستيلاء على الحكم، تولّى إثره الكابتن موسى داديس كامارا الحكم على رأس نظام عسكري لمدة سنة تقريبا تخللتها مجازر راح ضحيتها أكثر من 150 معارض حتى تعرضه لمحاولة اغتيال.
وفي مطلع العام 2010 كلف الانقلابي السابق سيكوبا كوناتي بتنظيم أول «انتخابات حرة في البلاد»
فاز ألفا كوندي بأول انتخابات رئاسية نزيهة في تاريخ البلاد، وكان إعلان فوزه يوم 21 ديسمبر 2010, ومن المصادفة أن ألفا كوندي أقسم اليمين في قصر الشعب أمام القاضي محمدو سيلا الذي حكم عليه سنة 2000 بالسجن خمس سنوات بتهمة «المس بأمن الدولة» والذي يرأس حاليا المحكمة العليا.

### انقلاب كوناكري
في 5 سبتمبر 2021، قادت وحدة المهام الخاصة في الجيش الغيني بقيادة العقيد مامادي دومبوي انقلابا عسكريا على نظام الرئيس كوندي وإحتجازه. كما أعلن زعيم الإنقلابيين في كلمة مسجلة حل الحكومة ووقف العمل بالدستور وإغلاق حدود البلاد. وبثّ الانقلابيون مقطع فيديو للرئيس ألفا كوندي مقبوضا عليه، وهو جالس على أريكة ويرتدي بنطالا جينز وقميصا، ويرفض الإجابة حين سئل إن كان قد تعرّض لسوء معاملة.

## روابط خارجية
- ألفا كوندي على موقع IMDb (الإنجليزية)
- ألفا كوندي على موقع الموسوعة البريطانية (الإنجليزية)
- ألفا كوندي على موقع مونزينجر (الألمانية)